# Stockholm, My Love
Stockholm, My Love är en dramafilm från 2016 av Mark Cousins. Filmen, en samproduktion av bland andra Svenska Filminstitutet, BBC och SVT, visades första gången 16 november 2016 på Stockholm International Film Festival och hade svensk biopremiär den 24 mars 2017. Stockholm, My Love visades i SVT den 16 mars 2021.
Medverkar i filmen gör Neneh Cherry i en enda lång tankemonolog i rollen som arkitekten "Alva Diop". Filmen är samtidigt också en halvdokumentär betraktelse över Stockholm, dess arkitektur och sentida historia.

## Handling
Alva Diop strövar genom Stockholm, fylld av svårmod efter den dödsolycka hon var inblandad i ett år tidigare. Hon reflekterar över arkitekturen och arkitekterna i de stockholmsbyggnader och platser hon besöker från barndomens Vällingby till bland annat Gunnar Asplunds Stockholms stadsbibliotek, Ålstensgatan, Gröna Lund, Skogskyrkogården, Rinkeby och Slussen.

## Musik
Musiken i filmen är ur ett par symfonier av Franz Berwald, framförd av Helsingborgs symfoniorkester 1995 och Pianotrio no 1 spelad av bland annat Anras Kiss och Csaba Onczay, Benny Anderssons "Sorgmarsch", 2011, och "O klang och jubeltid" med Helen Sjöholm, Tommy Körberg, Kalle Moraeus, 2011, "Stockholm my love" av Ben Page, Mark Cousins, Cameron Mcvey, framförd av Neneh Cherry, "Would i Lie to You?" av Ben Page, Cameron Mcvey, framförd av Neneh Cherry.